# Гхакар

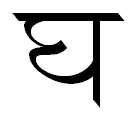
Гхакар

Гхакар (घकार) — гха, 17-я буква деванагари, обозначает придыхательный звонкий велярный взрывной согласный. Акшара-санкхья — 4 (четыре).
Для деванагари, так же как для гуджарати, бенгальского и бирманского характерна омоглифия «гха-дха», для сравнения, в алфавитах каннада и телугу характерна омоглифия «гха-пха». Придыхательный согласный звук «гха» сопровождается выдохом. Несмотря на то, что в транскрипции они обычно пишутся как «гх», «бх» и т.д., они не произносятся как два отдельных звука. В произношении звук «гха», в отличие от «га», (Гакар) произносится с длинным ударением на «а».

Гха нагари
Гха ранджана

## Нумерация Арьябхата
- घ (гха) — 4
- घि (гхи) — 400
- घु (гху) — 40000